# Zespół MNGIE
Zespół MNGIE, zespół mitochondrialnej encefalomiopatii dotyczącej układu nerwowego, żołądka i jelit (ang. mitochondrial neurogastrointestinal encephalomyopathy syndrome) – rzadka choroba mitochondrialna. MNGIE może być spowodowany mutacją w genie ECGF1 w locus 22q13.32-qter kodującym fosforylazę tymidyny, której towarzyszą delecje w mtDNA. Postać MNGIE bez leukoencefalopatii może być związana z mutacjami w genie POLG kodującym białko polimerazy DNA γ.
Chorobę opisał pierwszy Bardosi i wsp. w 1987 jako myo-, neuro-, gastrointestinal encephalopathy; Hirano i wsp. w 1994 zmodyfikował nazwę choroby zastępując człon myo- przymiotnikiem mitochondrial.

## Objawy i przebieg
MNGIE ujawnić się może w bardzo wczesnym okresie życia (5 miesięcy) do wieku nawet 43 lat. Objawami są:
- opadanie powiek;
- postępująca zewnętrzna oftalmoplegia (niedowład mięśni gałkoruchowych);
- zaburzenia motoryki przewodu pokarmowego: biegunki, zaparcia, nudności i wymioty;
- miopatia mięśni szkieletowych (w badaniu  w badaniu histologicznym bioptatu mięśnia widoczne postrzępione, „szmatowate” czerwone włókna, z ang. red ragged fibers);
- obwodowa neuropatia
- niskorosłość, szczupła sylwetka.